# Acer Aspire
Acer Aspire (estilizado como Λspire o ΛSPIRE) es una serie de ordenadores personales de Acer Inc. destinados a usuarios residenciales casuales. La serie  Aspire cubre tanto ordenadores de sobremesa, como  portátiles. Acer desarrolló la serie para variar desde esenciales hasta los de alto rendimiento. El Aspire principalmente compite contra ordenadores como Asus' Transformer Book Flip, VivoBook y Zenbook, Dell  Inspiron y XPS, HP Pavilion, Spectre y Envy, Lenovo  IdeaPad y Toshiba  Satellite.
La serie Aspire fue la primera traída al mercado en 1999, cuando se presentó el Aspire 1151 e incluyó un procesador Intel Pentium de 200 MHz. La serie Aspire entonces reemplazó a la serie AcerPower en 2002 y devino una de las series principales de Acer.

## Tabletas mutables (switch)
Acer Aspire Switch es una serie de ordenadores tabletas dos-en-uno, que incluyen Windows 8, con una tableta y el teclado separable vendidos juntos.